# عبدالرحمن الکربی
عبدالرحمن الکربی (عربی: عبد الرحمن الكربي؛ زادهٔ ۱۸ اوت ۱۹۹۴) یک بازیکن فوتبال اهل قطر است.